# ジャンル
ジャンル（フランス語: genre）とは、芸術表現群をある一つの側面から客観的に分類したものをいう。
少なくとも古代ギリシア時代にまで遡ることのできる「悲劇」など、長い歴史の中で用いられているジャンルがある一方、時代の変化を捉えるべく新しいジャンルが提案され、中には普及するものもある。

## 概要
分類の基準として用いられるのは作品であることが多いが、その内実は多様である。また「女流文学」のように作品ではなく作者の特徴を基準としたものもある。体系として広く共有された形では存在しないため、使う人によって「SF映画」などのジャンル名の判断基準が異なっていたり、複数のジャンル間で重複があったりすることもしばしばである。
より狭義には、文学などでは主題（テーマ）や様式にまつわる作品の特性を基準として作品を分類する範疇（カテゴリー）を特にジャンルと呼ぶ。この意味では、作者の性別や国籍などといった基準による分類範疇の「女流文学」「ラテンアメリカ文学」などは「ジャンル」ではないということになる。
「戦争映画」「西部劇」なども、範疇名としては題材や舞台についての限定を与えるだけで、主題、様式については必ずしも特定しない。ただし「ハリウッド映画」が名称上は単に映画の製作会社の本拠地を限定しているだけのものでありながらも、実質的には主題やスタイル上の特徴（ハッピー・エンディングであること、実験的な手法を避ける傾向にあること、娯楽性を重視すること、作品が「映画」であることを強調せず「自然な」感じの映像表現を多用すること、など）を含意している範疇もあるため、特定の分類用語をとりあげてそれがジャンル名であるか否かを決めようとすると困難にぶつかる場合もある。
映画については、あるジャンルに固定できる映画は多くはない。公開時のセールスの仕方に従っているのが通例である。
漫画においては、アメリカン・コミックスではスーパーヒーロー以外のジャンルを「グリッタージャンル」としている。